# Wahlkreis Tempelhof-Schöneberg 1
Der Wahlkreis Tempelhof-Schöneberg 1 ist ein Abgeordnetenhauswahlkreis in Berlin. Er gehört zum Wahlkreisverband Tempelhof-Schöneberg und umfasst das nördliche Schöneberg. Zum Wahlkreis gehören unter anderem der Wittenbergplatz, der Viktoria-Luise-Platz, der Nollendorfplatz, der Winterfeldtplatz, die Bülowstraße und die Potsdamer Straße.

## Abgeordnetenhauswahl 2023
Bei der Wahl zum Abgeordnetenhaus von Berlin 2023 traten folgende Kandidaten an:
| Direktkandidat                    | Partei           | Erststimmen | Zweitstimmen |
| --------------------------------- | ---------------- | ----------- | ------------ |
| Sebastian Walter                  | Grüne            | 34,4 %      | 31,2 %       |
| Katharina Senge                   | CDU              | 22,0 %      | 21,0 %       |
| Wiebke Neumann                    | SPD              | 20,9 %      | 19,3 %       |
| Friederike Benda                  | Die Linke        | 11,1 %      | 12,3 %       |
| Helge Buckow                      | FDP              | 04,1 %      | 04,7 %       |
| Hermann-Josef Merting             | AfD              | 03,9 %      | 04,0 %       |
| Malina Milluks                    | Die PARTEI       | 01,7 %      | 01,2 %       |
| Claudia Buthenhoff-Duffy          | dieBasis         | 00,6 %      | 00,5 %       |
| Alexander Spies                   | Piraten          | 00,6 %      | 00,3 %       |
| Mario Rhode                       | Freie Wähler     | 00,6 %      | 00,2 %       |
| –                                 | Tierschutzpartei | 0–          | 01,4 %       |
| –                                 | Volt             | –           | 01,3 %       |
| –                                 | Sonstige         | –           | 02,6 %       |
| Wahlberechtigte: 33.584 Einwohner |                  |             |              |
| Wahlbeteiligung: 64,3 %           |                  |             |              |

## Abgeordnetenhauswahl 2021
Bei der im Nachhinein für ungültig erklärten Wahl zum Abgeordnetenhaus von Berlin 2021 traten folgende Kandidaten an:
| Direktkandidat                    | Partei           | Erststimmen | Zweitstimmen |
| --------------------------------- | ---------------- | ----------- | ------------ |
| Sebastian Walter                  | Grüne            | 33,2 %      | 29,9 %       |
| Wiebke Neumann                    | SPD              | 23,1 %      | 20,5 %       |
| Katharina Senge                   | CDU              | 15,3 %      | 13,8 %       |
| Friederike Benda                  | Die Linke        | 11,7 %      | 13,7 %       |
| Helge Buckow                      | FDP              | 06,4 %      | 07,1 %       |
| Hermann-Josef Merting             | AfD              | 03,6 %      | 03,7 %       |
| Ronny Spilka                      | Tierschutzpartei | 01,9 %      | 01,3 %       |
| Claudia Buthenhoff-Duffy          | dieBasis         | 01,8 %      | 01,4 %       |
| Malina Milluks                    | Die PARTEI       | 01,7 %      | 01,4 %       |
| Mario Rhode                       | Freie Wähler     | 00,8 %      | 00,6 %       |
| Alexander Spies                   | Piraten          | 00,6 %      | 00,4 %       |
| –                                 | Volt             | –           | 01,8 %       |
| –                                 | Team Todenhöfer  | –           | 01,5 %       |
| –                                 | Sonstige         | –           | 02,9 %       |
| Wahlberechtigte: 33.773 Einwohner |                  |             |              |
| Wahlbeteiligung: 77,4 %           |                  |             |              |

## Abgeordnetenhauswahl 2016
Bei der Wahl zum Abgeordnetenhaus von Berlin 2016 traten folgende Kandidaten an:
| Direktkandidat                    | Partei           | Erststimmen | Zweitstimmen |
| --------------------------------- | ---------------- | ----------- | ------------ |
| Notker Schweikhardt               | Grüne            | 29,4 %      | 26,0 %       |
| Annette Hertlein                  | SPD              | 26,6 %      | 25,2 %       |
| Monika Thamm                      | CDU              | 14,6 %      | 12,8 %       |
| Katharina Marg                    | Die Linke        | 12,3 %      | 13,7 %       |
| Hermann-Josef Merting             | AfD              | 07,8 %      | 07,8 %       |
| André Byrla                       | FDP              | 06,7 %      | 07,9 %       |
| Alexander Spies                   | Piraten          | 02,6 %      | 01,8 %       |
| –                                 | Die PARTEI       | 0–          | 01,7 %       |
| –                                 | Tierschutzpartei | 0–          | 01,2 %       |
| –                                 | Sonstige         | –           | 01,9 %       |
| Wahlberechtigte: 33.619 Einwohner |                  |             |              |
| Wahlbeteiligung: 68,3 %           |                  |             |              |

## Abgeordnetenhauswahl 2011
Bei der Wahl zum Abgeordnetenhaus von Berlin 2011 traten folgende Kandidaten an:
| Name                              | Partei           | Anteil der Erststimmen | Anteil der Zweitstimmen |
| --------------------------------- | ---------------- | ---------------------- | ----------------------- |
| Thomas Birk                       | Grüne            | 32,1 %                 | 30,7 %                  |
| Annette Fugmann-Heesing           | SPD              | 30,4 %                 | 28,4 %                  |
| Monika Thamm                      | CDU              | 20,2 %                 | 19,4 %                  |
| Alexander Spies                   | Piraten          | 08,4 %                 | 09,0 %                  |
| Koray Yılmaz-Günay                | Die Linke        | 04,5 %                 | 04,7 %                  |
| Lukas Karnasch                    | FDP              | 01,7 %                 | 02,0 %                  |
| –                                 | pro Deutschland  | 01,5 %                 | 00,6 %                  |
| –                                 | BIG              | 01,1 %                 | 01,0 %                  |
| –                                 | Tierschutzpartei | –                      | 01,2 %                  |
| –                                 | Sonstige         | –                      | 03,0 %                  |
| Wahlberechtigte: 28.206 Einwohner |                  |                        |                         |
| Wahlbeteiligung: 63,6 %           |                  |                        |                         |

## Abgeordnetenhauswahl 2006
Bei der Wahl zum Abgeordnetenhaus von Berlin 2006 traten folgende Kandidaten an:
| Direktkandidat                    | Partei    | Erststimmen | Zweitstimmen |
| --------------------------------- | --------- | ----------- | ------------ |
| Annette Fugmann-Heesing           | SPD       | 38,5 %      | 33,1 %       |
| Thomas Birk                       | Grüne     | 24,5 %      | 25,7 %       |
| Monika Thamm                      | CDU       | 20,6 %      | 18,1 %       |
| Cumhur Atam                       | FDP       | 06,1 %      | 07,6 %       |
| Thomas Maier                      | Die Linke | 04,8 %      | 06,7 %       |
| Sonstige                          | Sonstige  | 05,5 %      | 09,7 %       |
| Wahlberechtigte: 28.270 Einwohner |           |             |              |
| Wahlbeteiligung: 61,1 %           |           |             |              |

## Frühere Wahlkreissieger
Direkt gewählte Abgeordnete des Wahlkreises Tempelhof-Schöneberg 1 waren bis heute:
| Jahr | Name                      | Partei | Erststimmen |
| ---- | ------------------------- | ------ | ----------- |
| 2023 | Sebastian Walter          | Grüne  | 34,4 %      |
| 2021 | Sebastian Walter          | Grüne  | 33,2 %      |
| 2016 | Notker Schweikhardt       | Grüne  | 29,4 %      |
| 2011 | Thomas Birk               | Grüne  | 32,1 %      |
| 2006 | Annette Fugmann-Heesing   | SPD    | 38,5 %      |
| 2001 | Annette Fugmann-Heesing   | SPD    | 42,9 %      |
| 1999 | Rüdiger Jakesch           | CDU    | 42,4 %      |
| 1995 | Rüdiger Jakesch           | CDU    | 37,8 %      |
| 1990 | Christa-Maria Blankenburg | CDU    | 42,1 %      |

Anmerkung: Die Wahlkreise werden für jede Abgeordnetenhauswahl neu eingeteilt. Der Vorgängerwahlkreis mit ähnlicher Abgrenzung war bei den Wahlen von 1990, 1995 und 1999 der Wahlkreis Schöneberg 1.